# Нана Мусхури
Йоанна (Нана) Мусхури (на гръцки: Ιωάννα (Nάνα) Μούσχουρη, в България по-известна като Мускури) е популярна гръцка певица и впоследствие политик.
За около 5 десетилетия на сцената се предполага, че Мусхури е продала около 200 – 300 милиона записа със свои изпълнения в цял свят. Тази популярност я прави една от най-добре продаваните музикални изпълнителки за всички времена. 
Записва над 200 албума на множество езици: гръцки, английски, немски, холандски, френски, италиански, каталонски, испански, иврит, уелски и маорски. 

## Биография

### Произход и младежки години
Мусхури е родена на 13 октомври 1934 г. в град Ханя, Крит, Гърция. В Ханя живее със семейството си, баща ѝ Константинос прожектира филми в местно кино. Майка ѝ Алики работи в същото кино като разпоредителка. Когато е на три години, семейството ѝ се мести в Атина. От дете приятелите и семейството ѝ я наричат Нана.
Семейство Мусхури полага големи усилия да изпрати Нана и по-голямата ѝ сестра Джени в престижната Атинска консерватория. Когато става ясно, че родителите ѝ не могат да издържат и двете в училището, те се допитват до техния частен учител коя от двете да продължи в консерваторията.
През 1950 г. е приета в консерваторията, където учи класическа музика с насоченост оперно пеене. След осем години в консерваторията, Мусхури е насърчена от свои приятели да опита с джаз музика.

### Семеен живот
Мусхури се омъжва за Йоргос Пецилас през 1961 г. Двамата имат две деца, син – Николаос (роден на 13 февруари 1968 г.) и дъщеря Елена, наричана Лену (родена на 6 юли 1970 г.). През 1974 г. Мусхури и Пецилас се разделят, на следващата година се развеждат.
Певицата се омъжва за втори път на 13 януари 2003 г. за швейцареца Андре Шапел, с когото живеят в Швейцария.

### Кариера
През 1962 г. среща Куинси Джоунс, който я убеждава да замине за Ню Йорк, за да запише албума с името The Girl From Greece Sings („Момичето от Гърция пее“). Веднага след това пожънва успех във Великобритания с хита My Colouring Book („Моята книжка за оцветяване“).
През 1963 г. напуска Гърция и се установява в Париж. Същата година представя Люксембург в Евровизия 1963 с песента À Force de Prier. През 1965 г. записва втория си англоезичен албум, който е пуснат в САЩ със заглавието Nana Sings („Нана пее“). Американският калипсо музикант Хари Белафонте го чува и го харесва. Започват заедно да пеят и так се ражда албумът An Evening With Belafonte/Mouskouri („Вечер с Белафонте/Мусхури“).
През 1967 г. излиза френскоезичният албум на певицата Le Jour Où la Colombe, който я превръща в суперзвезда във Франция. В албума намират място много от популярните ѝ френски песни Au Cœur de Septembre, Adieu Angélina, Robe Bleue, Robe Blanche и френската поп класика Le Temps des Cerises.
През 1968 г. Мусхури е поканена да води телевизионни серии на BBC, наречени Presenting Nana Mouskouri („Представяме Нана Мускури“).

### УНИЦЕФ, участие в политиката
Мусхури става посланик на добра воля на УНИЦЕФ през октомври 1993 г. Поема посланическите функции от заболялата актриса Одри Хепбърн. Първата мисия на Мусхури за ООН е в Босна и Херцеговина и има за цел да привлече вниманието върху неблагоприятното положение на децата засегнати от гражданската война в страната. В подкрепа на благородната цел, певицата прави поредица от концерти за набиране на средства в Швеция и Белгия.
Член е на Европейския парламент от 1994 г. до 1999 г., избрана от партия Нова демокрация.
След като в началото на 2010 г. Гърция се оказва в продължителна криза (както икономическа, така и социална), 75-годишната артистка със световна репутация обявява, че дава на държавата своята пенсия, която получава като бивш депутат в Европарламента (по данни на BBC, става дума за ежегодна сума от 25 000 евро).

## Големи продажби
Universal Music Group, които са лейбъл на Мусхури, твърдят, че певицата е продала над 300 млн. копия на албуми в цял свят, има записани около 1500 песни на 15 езика в 450 албума. Тя има повече от 230 златни и платинени албуми в цял свят, правещи я претендент за почетното място на най-продаваната певица за всички времена.

## Частична дискография
- Nana Mouskouri Canta canciones populares griegas (1960)
- I megales epitichies tis Nana Mouskouri (1961)
- Ta prota mas tragoudia (1961)
- The White Rose of Athens (1961)
- Greece, Land of Dreams (1962)
- The Girl From Greece Sings (1962)
- Roses Blanches de Corfu (1962)
- Ce Soir A Luna Park (1962)
- Crois-Moi ça durera (1962)
- Un homme est venu (1963)
- Sings Greek Songs-Never On Sunday (1963)
- Celui Que j'aime (1964)
- The Voice of Greece (1964)
- Chante en Grec (1965)
- Nana Mouskouri et Michael Legrand (1965)
- Griechische Gitarren mit Nana Mouskouri (1965)
- Nana Mouskouri in Italia (1965)
- Nana's Choice (1965)
- Nana Sings (1965)
- An Evening with Belafonte/Mouskouri (1966)
- Le Cœur trop tendre (1966)
- Strasse der hunderttausend Lichter (1966)
- Nana Mouskouri in Paris (1966)
- Moje Najlepse grčke pesme – Yugoslavia- (1966)
- Pesme Moje zemlje – Yugoslavia- (1966)
- Un souvenir du congres (1967)
- Nana Mouskouri à'lOlympia (1967)
- Showboat (1967)
- Chants de mon pays (1967)
- Singt Ihre Grossen Erfolge (1967)
- Le Jour où la Colombe (1967)
- Nana (1968)
- What now my love (1968)
- Une soirée avec Nana Mouskouri (1969)
- Dans le soleil et dans le vent (1969)
- Over and Over (1969)
- The exquisite Nana Mouskouri (1969)
- Mouskouri International (1969)
- Grand Gala (1969)
- Verzoekprogramma (1969)
- Le Tournesol (1970)
- Nana Recital 70 (1970)
- Sings Hadjidakis (1970)
- Turn On the sun (1970)
- Bridge Over troubled water (1970)
- My favorite Greek songs(1970)*
- After Midnight (1971)
- A Touch of French (1971)
- Love story (1971)
- Pour les enfants (1971)
- Comme un soleil (1971)
- A place in my heart (1971)
- Chante la Grèce (1972)
- Lieder meiner Heimat (1972)
- Xypna Agapi mou (1972)
- Christmas with Nana Mouskouri (1972)
- British concert (1972)
- Une voix... qui vivent du coeur (1972)
- Spiti mou spitaki mou (1972)
- Presenting...Songs from her TV series (1973)
- Vieilles Chansons de France (1973)
- Chante Noël (1973)
- Day is Done (1973)
- An American album (1973)
- Nana Mouskouri au théatre des champs-Elysées (1974)
- Que je sois un ange... (1974)
- Nana's Book of Songs (1974)
- The most beautiful songs (1974)
- Adieu mes amis (1974)
- Le temps des cerises (1974)
- If You Love me (1974)
- The magic of Nana Mouskouri (1974)
- Sieben Schwarze Rosen (1975)
- Toi qui t'en vas (1975)
- Träume sind Sterne (1975)
- At The Albert Hall (1975)
- Quand tu chantes (1976)
- Die Welt ist voll Licht (1976)
- Lieder die mann nie vergisst (1976)
- Nana in Holland (1976)
- Songs of the British isles (1976)
- Love goes on (1976)
- Quand Tu Chantes(1976)
- An Evening with Nana Mouskouri (1976)
- Ein Portrait (1976)
- La récréation (1976)
- Passport (1976)
- Une voix (1976)
- Alleluia (1977)
- Glück ist wie ein Schmetterling (1977)
- Star für Millionen (1977)
- Geliebt und bewundert (1977)
- Lieder, die die Liebe schreibt (1978)*
- Nouvelles chansons de la Vieille France (1978)
- Les enfants du Pirée (1978)
- Roses and Sunshine (1979)
- Vivre au Soleil (1979)
- Sing dein Lied (1979)
- Kinderlieder (1979)
- Come with me (1980)
- Vivre avec toi (1980)
- Die stimme in concert (1980)
- Wenn ich träum (1980)
- Alles Liebe (1981)
- Je Chante Avec Toi, Liberté (1981)
- Ballades (1982)
- Song for liberty (1982)
- Farben (1983)
- Quand on revient (1983)
- La dame de cœur (1984)
- Athina (1984)
- I endekati entoli (1985)
- Ma vérité (1985)
- Alone (1985)
- Libertad (1986)
- Kleine Wahrheiten (1986)
- Tu m'oublies (1986)
- Why Worry? (1986)
- Only Love (1986)
- Love Me Tender (1987)
- Tierra Viva (1987)
- Du und Ich (1987)
- Par amour (1987)
- Classique (1988)
- A voice from the heart (1988)
- The magic of Nana Mouskouri (1988)
- Concierto en Aranjuez (1989)
- Tout Simplement 1&2 (1989)
- Weinachts Lieder (1989)
- Taxidotis (1990)
- Gospel (1990)
- Only Love: The Best of Nana Mouskouri (1991)
- Nuestras canciones 1&2 (1991)
- Am Ziel meiner Reise (1991)
- Côté Sud – Côté Cœur (1992)
- Hollywood (1993)
- Falling in Love again (1993)
- Dix mille ans encore (1994)
- Agapi in'i zoi (1994)
- Nur ein Lied (1995)
- Nana Latina (1996)
- Hommages (1997)
- Return to Love (1997)
- The Romance of Nana Mouskouri (1997)
- Concert for peace (1998)
- Chanter la vie (1998)
- As time goes by (1999)
- The Christmas Album (2000)
- At Her Very Best (2001)
- Erinnerungen (2001)
- Songs the whole world loves (2001)
- Fille du soleil (2002)
- Un bolero Por Favor (2002)
- Ode to Joy (2002)
- Nana Swings (2003)
- Ich hab'gelacht, ich hab'geweint (2004)
- L'Integrale/Collection-34 CD Box Set (2004)
- A Canadian Tribute (2004)
- I'll Remember You (2005)
- Complete English Works/Collection-17 CD Box Set (2005)
- Moni Perpato (2006)
- Nana Mouskouri (Gold) (2 CD) (2006)
- Le Ciel est Noir – les 50 plus belles chansons (3 CD) (2007)
- The Ultimate Collection (2007)
- Les 100 plus belles chansons (5 CD) (2007)
- 50 Hronia Tragoudia (50 Years Of Songs)
- Alma Latina Todas sus grabaciones en español (5CD) (2008)
- The Best Of (Green Series) (2008)
- The Very Best Of (Readers Digest 4 CD-Box) (2008)
- The Ultimate Collection (Taiwan) (2CD) (2008)
- The Greatest Hits: Korea Tour Edition (2 CD-Box) (2008)
- Nana Mouskouri – Best Selection (2009)
- Nana sings (reissue) (2009)
- Nana Mouskouri: Les hits (2009)
- Meine Schönsten Welterfolge vol. 2 (2CD) (2009)
- Les n°1 de Nana Mouskouri (Edition Limitée): (2CD) (2009)
- La mas completa coleccion (2009)
- Nana Mouskouri I (2009)
- Nana Mouskouri: Highlights 娜娜穆斯库莉:精选 (2010)
- As time goes by (Nana Mouskouri sings the Great Movie Themes)" (reissue) (2010)
- The Danish Collection (reissue) (2010)
- Nana Jazz (2010)
- My 60's Favourites (2010)
- Mes chansons de France (2010)
- Nana around the world (2010)
- Ballads and Love songs (2010)
- Nana Country (2010)